# Papyrus 116
Papyrus 116 (nach Gregory-Aland mit Sigel {\displaystyle {\mathfrak {P}}}116 bezeichnet) ist eine frühe griechische Abschrift des Neuen Testaments. Dieses Papyrusmanuskript enthält Teile des Hebräerbriefes. Der verbleibende Text besteht nur aus schlecht erhaltenen Fragmenten und umfasst die Verse 2,9–11; 3,3–6. Mittels Paläographie wurde es vom INTF auf das 6. oder 7. Jahrhundert datiert.
Der Umfang der Handschrift ist zu gering, um ihn in eine Kategorie der biblischen Handschriften einzuordnen. Das Manuskript wird in der Österreichischen Nationalbibliothek unter der Signatur P. Vindob. G 42417 in Wien aufbewahrt.

## Abbildungen
- Bild von {\displaystyle {\mathfrak {P}}}116 recto, Fragment von Hebräer 2:9–11
- Bild von {\displaystyle {\mathfrak {P}}}116 verso, Fragment von Hebräer 3:3–6